# فینال جام حذفی فوتبال انگلستان ۱۹۳۴
فینال جام حذفی فوتبال انگلستان ۱۹۳۴، رقابت پایانی جام حذفی فوتبال انگلستان در سال ۱۹۳۴ میلادی است که مابین دو تیم باشگاه فوتبال منچستر سیتی و باشگاه فوتبال پورتسموث در ورزشگاه ومبلی لندن برگزار شده‌است.
این مسابقه که در تاریخ ۲۸ آوریل ۱۹۳۴ انجام شده‌است با نتیجه ۲ بر ۱ به سود تیم باشگاه فوتبال منچستر سیتی به پایان رسید.